# فريدريك كونينغهام
فريدريك كونينغهام (بالإنجليزية: Frederick Cunningham)‏ هو مبارز بالسيف أمريكي، ولد في 6 يوليو 1898 في بوسطن في الولايات المتحدة، وتوفي في 17 ديسمبر 1978 في بيثيسدا في الولايات المتحدة.

## وصلات خارجية
- فريدريك كونينغهام على موقع أوليمبيديا (الإنجليزية)